# Arctia glaseri
Arctia glaseri là một loài bướm đêm thuộc phân họ Arctiinae, họ Erebidae.